# 9. marec
9. marec je 68. dan leta (69. v prestopnih letih) v gregorijanskem koledarju. Ostaja še 297 dni.

## Dogodki
- 1796 – Napoléon Bonaparte se poroči z Joséphine de Beauharnais
- 1831 – ustanovljena Francoska tujska legija
- 1841 – ameriško sodišče oprosti uporne sužnje s španske ladje Amistad
- 1842 – v Milanu premiera Verdijeve opere Nabucco
- 1848 – v Avstriji se prične marčna revolucija
- 1908 – ustanovljen milanski nogometni klub Inter
- 1918 – v Murmansk prispe prvi intervencijski oddelek iz Združenega kraljestva
- 1931 – v Leipzigu preizkušen prvi elektronski mikroskop
- 1942 – Bataan kapitulira
- 1945 – Japonska prevzame oblast v Indokini; cesar Bao-Dai razglasi konec francoskega protektorata
- 1956 – Britanci borca za ciprsko neodvisnost Makariosa III. deportirajo na Sejšele
- 1959 – prva predstavitev punčke Barbie
- 1961 – Sputnik 9 prenaša lutko, s katero demonstrira preparacije Sovjetske Unije na polet z človeško posadko.
- 1991 – demonstracije proti Slobodanu Miloševiću v Beogradu; dva mrtva

## Rojstva
- 1213 – Hugo IV., burgundski vojvoda († 1272)
- 1285 – Go-Nidžo, 94. japonski cesar († 1308)
- 1291 – Kangrande I. della Scala, vladar Verone († 1329)
- 1454 – Amerigo Vespucci, italijanski pomorščak († 1512)
- 1564 – David Fabricij, nizozemski duhovnik, astronom († 1617)
- 1758 – Franz Joseph Gall, nemški anatom, fiziolog († 1828)
- 1759 – Honoré Gabriel Riqueti de Mirabeau, francoski pisatelj, govornik, politik († 1791)
- 1814 – Taras Hrihorovič Ševčenko, ukrajinski pesnik, slikar († 1861)
- 1849 – Josef Kohler, nemški pravnik († 1919)
- 1854 – Jožef Margitaj, slovenskega rodu hrvaško-madžarski učitelj, novinar, pisatelj, madžaronski propagandist († 1934)
- 1883 – Gregorij Rožman, slovenski škof († 1959)
- 1907 – Mircea Eliade, romunski filozof, zgodovinar († 1986)
- 1913 – Jože Kerenčič, slovenski pisatelj († 1941)
- 1920 – Jerry Byrd, ameriški steel kitarist († 2005)
- 1931 – Janko Kos, slovenski književni teoretik, esejist in kritik
- 1932 – Jože Pučnik, slovenski politik in sociolog († 2003)
- 1934 – Jurij Aleksejevič Gagarin, ruski kozmonavt († 1968)
- 1943 – Bobby Fischer, ameriški šahist († 2008)
- 1954 – Bobby Sands, irski upornik († 1981)
- 1955:
  - Teo Fabi, italijanski avtomobilski dirkač
  - Ornella Muti, italijanska filmska igralka
- 1983:
  - Maite Perroni, mehiška pevka in igralka
  - Marko Šuler, slovenski nogometaš
- 1984 – Julia Mancuso, ameriška alpska smučarka
- 2000 – Nika Vodan, slovenska smučarska skakalka

## Smrti
- 886 – Albumazar, perzijski astrolog (* 787)
- 1098 – Toros Edeški, knez Edese (* ni znano)
- 1202 – Sverre Sigurdsson, norveški kralj (* 1145)
- 1249 – Sigfrid III. iz Eppsteina, nemški volilni knez, nadškof Mainza (* 1194)
- 1444 – Leonardo Bruni, italijanski humanist, zgodovinar in državnik (* 1369)
- 1661 – Jules Mazarin, francoski kardinal, državnik italijanskega rodu (* 1602)
- 1718 – Marko Gerbec, slovenski zdravnik (* 1658)
- 1831 – Friedrich Maximilian von Klinger, nemški pisatelj, dramatik (* 1752)
- 1836 – Destutt de Tracy, francoski filozof (* 1754)
- 1851 – Hans Christian Ørsted, danski fizik, kemik (* 1777)
- 1890 – Marcel Treich-Laplène, francoski raziskovalec (* 1860)
- 1895 – Leopold von Sacher-Masoch, avstrijski pisatelj (* 1836)
- 1897 – Džemaluddin al-Afgani, iransko-afganistanski islamski modernist (* 1838)
- 1918 – Benjamin Franklin Wedekind, nemški dramatik (* 1864)
- 1956 – Paul Kretschmer, nemški jezikoslovec (* 1866)
- 1981 – Max Delbrück, nemški molekularni biolog, nobelovec 1969 (* 1906)
- 1989 – Robert Mapplethorpe, ameriški fotograf (* 1946)
- 1992 – Menahem Begin, izraelski predsednik vlade, nobelovec 1978 (* 1913)
- 1993:
  - Max August Zorn, nemško-ameriški matematik (* 1906)
  - Cyril Northcote Parkinson, britanski zgodovinar, pisatelj (* 1909)
- 1994 – Charles Bukowski, ameriški pisatelj, pesnik (* 1920)
- 2013 – Matjaž Tanko, slovenski novinar (* 1945)
- 2021 – James Levine, ameriški dirigent (* 1943)